# Glenea grisea
Glenea grisea là một loài bọ cánh cứng trong họ Cerambycidae.